# Сін-Хідака

42°20′29″ пн. ш. 142°22′6″ сх. д. / 42.34139° пн. ш. 142.36833° сх. д.
Сі́н-Хіда́ка (яп. 新ひだか町, しんひだかちょう, МФА: [ɕiɴ çidaka t͡ɕoː]) — містечко в Японії, в повіті Хідака округу Хідака префектури Хоккайдо. Станом на 1 жовтня 2008 року площа містечка становила 1147,75 км². Станом на 31 березня 2017 населення містечка становило 23 190 осіб.